# 圣罗曼 (维埃纳省)
圣罗曼（法語：Saint-Romain，法語發音：[sɛ̃ ʁɔmɛ̃]）是法国新阿基坦大区维埃纳省的一个市镇，位于该省南部，属于蒙莫里永区。

## 地理
圣罗曼（46°13'19"N, 0°21'56"E）面积20.48 平方千米，位于法国新阿基坦大区维埃纳省，该省份为法国中西部省份，北起曼恩-卢瓦尔省和安德尔-卢瓦尔省，西接德塞夫勒省，南至夏朗德省，东南接上维埃纳省，东临安德尔省。
与圣罗曼接壤的市镇（或旧市镇、城区）包括：尚涅、拉沙佩勒巴通、加尔尼耶堡、罗马涅、索米耶尔迪克兰。

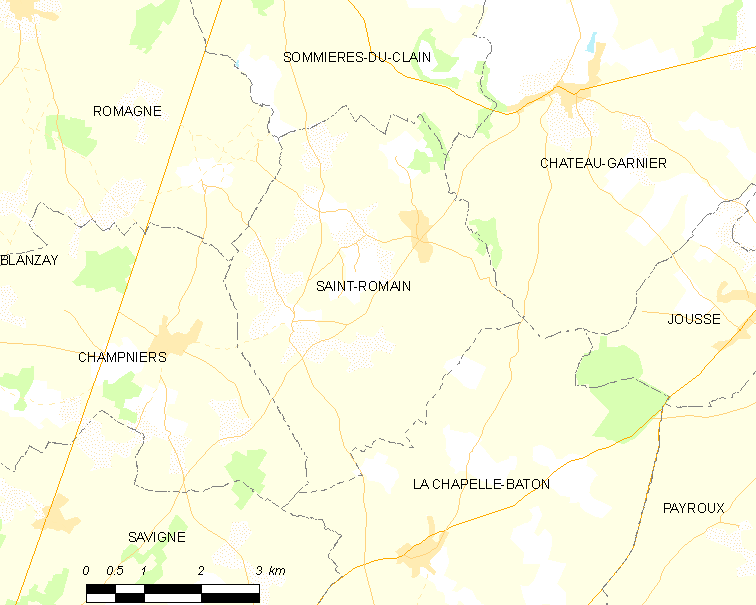
的OSM定位图

圣罗曼的时区为UTC+01:00、UTC+02:00（夏令时）。

## 行政
圣罗曼的邮政编码为86250，INSEE市镇编码为86242。

## 政治
圣罗曼所属的省级选区为锡夫赖县。

## 人口

1962-2008年间人口变化图示

圣罗曼于2022年1月1日时的人口数量为390人。